# Zarona bradamante
Zarona bradamante is een vlinder uit de familie van de Lycaenidae. De wetenschappelijke naam van de soort is voor het eerst geldig gepubliceerd in 1890 door De Nicéville.